# Villard-de-Lans
Villard-de-Lans je francouzská obec v departementu Isère v regionu Auvergne-Rhône-Alpes. V roce 2012 zde žilo 4051 obyvatel. Je centrem kantonu Allevard.